# Glyptozaria columnaria
Glyptozaria columnaria is een slakkensoort uit de familie van de Turritellidae. De wetenschappelijke naam van de soort is voor het eerst geldig gepubliceerd in 1935 door Cotton & Woods.